# Jorge G. C. Zenarruza
Jorge Guillermo Celestino Zenarruza (San Salvador de Jujuy, 9 de enero de 1917 – San Salvador de Jujuy, 31 de marzo de 2001), abogado, historiador y  genealogista argentino. Fundador y primer Alcalde Mayor del Capítulo Filial Argentino de la Divisa Solar y Casa Real de la Piscina.

## Biografía
Fue hijo de Miguel Zenarruza, hijo a su vez del gobernador jujeño Jorge José Zenarruza, y de Alicia Ernestina María Julia Pérez Alisedo. Cursó sus estudios primarios y secundarios en su ciudad natal, ingresando luego en la Facultad de Derecho y Ciencias Sociales de la Universidad Nacional de Córdoba donde se graduó de abogado.
Al regresar a su  Provincia ejerció la función pública. Así fue el primer Juez de Paz Letrado de la  ciudad de Jujuy, desde junio de 1942 hasta agosto de 1943. Entre septiembre de 1943 y marzo de 1945, se desempeñó como Juez de Primera Instancia, Primera Nominación en lo Civil y Comercial.
Radicado en la Capital Federal, abrió allí su estudio de abogado, y años más tarde, en 1956, fundó su empresa personal, la Inmobiliaria, Comercial y Financiera que llevaría su nombre. Fue el principal promotor de la creación de la Casa de Jujuy en Buenos Aires, de la que fue su primer Director Ad-Honorem; así como también de la creación del Centro de Residentes Jujeños en Buenos Aires 'Canónigo Dr. Juan Ignacio Gorriti'. Fue igualmente apoderado en varias oportunidades de la Provincia de Jujuy en Buenos Aires.
Dedicó gran parte de su vida a la investigación histórica y  genealógica del noroeste argentino, especialmente de la Provincia de Jujuy, así como también, siguiendo los pasos de su sangre paterna, de los linajes de origen  vascongado radicados en la Argentina. Sus publicaciones no sólo gozaron del reconocimiento nacional sino también internacional. De sus incansables visitas a repositorios documentales en sus viajes al exterior, principalmente a España, trajo valiosas contribuciones a la historia de los primeros años de San Salvador de Jujuy y a la biografía y genealogía de su Fundador, don Francisco de Argañarás y Murguía, y del gobernador que le encomendara dicha gesta, Juan Ramírez de Velasco. Parte de esos documentos fueron transcriptos textualmente en sus obras, y en algunos casos reproducidos incluso en forma  facsimilar.

## Instituciones
Por su actividad académica, perteneció en diferentes calidades a diversas instituciones, todas ellas orientadas a los estudios de enfoque histórico-genealógico-sociológico:
- Miembro de Número Fundador del Instituto de Estudios Iberoamericanos, y de la Fundación Vasco-Argentina Juan de Garay
- Miembro de Número del Instituto Americano de Estudios Vascos, de la Sociedad Argentina de Historiadores, del Instituto Argentino de Ciencias Genealógicas, y del Instituto de Estudios Históricos del Ejército Argentino
- Miembro Correspondiente del Instituto San Felipe y Santiago de Estudios Históricos de Salta, de la Sociedad de Genealogía, Heráldica y Numismática de Santiago del Estero, del Centro de Estudios Genealógicos y Heráldicos de Córdoba, del Centro de Investigaciones Genealógicas de Salta, y del Instituto Chileno de Investigaciones Genealógicas
- Miembro Correspondiente en Argentina de la Real Academia Matritense de Heráldica y Genealogía
- Miembro de Amigos del Regimiento de Patricios de Buenos Aires
- Presidente Honorario del Centro Vasco "Denak-Bat" de Jujuy

## Obras
Es autor de las obras:
- General Juan Ramírez de Velasco, Señor Divisero de la Divisa Solar y Casa Real de la Piscina, Gobernador del Tucumán, del Paraguay y Río de la Plata. Un estudio para su biografía (1984)
- Apartado "Jujuy", Tomo I de Los vascos en América, Colección Asentamientos vascos en el territorio argentino 1580-1810 (6 tomos), Buenos Aires (1991)
- Crónicas (Útiles para una futura historia de Jujuy, Estado Federal Argentino) (3 Tomos), Buenos Aires: Impresora del Plata (1994)

Y de numerosos artículos históricos y genealógicos publicados en diversas revistas de divulgación:
- "Los vascos en Euzkadi y los vascos en Jujuy" (1975)
- "Líneas de la dinastía Astur-Leonesa; Aragonesa y Navarra, en la Provincia de Jujuy" (1976)
- "Los Bustamantes de Quijas en España y en América" (1977)
- "Antecedentes para un estudio del Marquesado del Valle de Tojo" (1977)
- "Linaje de Irala, de Anzuola, Guipuzcoa" (1979)
- "Tercera fundación de la ciudad de Jujuy. Su Fundador: Don Francisco de Argañaras y Murguía" (1980)
- "Traslado de la Aduana de Córdoba a Jujuy" (1981)
- "¿La familia apellidada 'De la Zerda', de la Provincia de Salta, representa la descendencia varonil legítima del Conquistador del Tucumán Maestre de Campo Hernán Mexía de Mirabal...?" (1985)
- "Brevísimo informe sobre la Cofradía-Divisa Solar y Casa Real de la Piscina" (1986)
- "Jujuy, sus linajes troncales y los a ellos vinculados. Los Goyechea: su actuación" (1989)